# فريدي كوكس
فريدي كوكس (بالإنجليزية: Freddie Cox)‏ (1 نوفمبر 1920 بريدنغ في المملكة المتحدة - 7 أغسطس 1973) هو لاعب كرة قدم بريطاني (وحمل سابقاً جنسية المملكة المتحدة لبريطانيا العظمى وأيرلندا) في مركز جناح ‏. لعب مع توتنهام هوتسبير ونادي أرسنال ووست بروميتش ألبيون.

## وصلات خارجية
- فريدي كوكس على موقع قاعدة بيانات كرة القدم.إي يو (الإنجليزية)
- فريدي كوكس على موقع Soccerbase.com (مدرب) (الإنجليزية)